# رودیک هیوسنونتس
رودیک لئونی هیوسنونتس (ارمنی: Ռուդիկ Լևոնի Հյուսնունց; انگلیسی: Rudik Hyusnunts؛ زادهٔ ۲۶ سپتامبر ۱۹۶۳) سیاست‌مدار و قانون‌گذار اهل جمهوری آرتساخ است که عضو مجلس ملی این کشور می‌باشد.